# بخش جوانان باشگاه فوتبال یوونتوس
بخش جوانان یوونتوس (ایتالیایی: Settore Giovanile) تشکیلاتی از باشگاه فوتبال یوونتوس است که بازیکنان فوتبال در رده‌های سنی جوانان و پائین‌تر این باشگاه را دسته‌بندی می‌کند.
تمام رده‌های سنی این باشگاه در یوونتوس سنتر واقع در پیمونت روستای وینووو در ۱۴ کیلومتری تورین تمرین می‌کنند.

## تقسیم‌بندی‌ها
بازیکنان رده‌های سنی در ایتالیا در ۶ دسته تقسیم‌بندی می‌شوند که عبارتند از پریماورا، برّتی، الیوی، جوانیسمی، ایزوردینتی و پولچینی که ممکن است یک بازیکن صلاحیت بازی برای بیش‌از یکی از این تیم‌ها را داشته باشد یا حتی درصورت رسیدن به سن قانونی با تیم زیر ۲۳ سال یوونتوس یا تیم اصلی یوونتوس نیز قرارداد ببندد.
| عنوان تیم    | ردهٔ سنی      |
| ------------ | ------------ |
| Primavera    | ۱۵ تا ۲۰ سال |
| Berretti     | زیر ۱۹ سال   |
| Allievi      | ۱۵ تا ۱۷ سال |
| Giovanissimi | ۱۲ تا ۱۴ سال |
| Esordienti   | ۱۰ تا ۱۲ سال |
| Pulcini      | ۸ تا ۱۰ سال  |